# اچ‌ام‌اس ام۲۷
اچ‌ام‌اس ام۲۷ (به انگلیسی: HMS M27) یک کشتی بود که طول آن ۱۷۷ فوت ۳ اینچ (۵۴٫۰۳ متر) بود. این کشتی در سال ۱۹۱۵ ساخته شد.